# تورو كيشيموتو
تورو كيشيموتو (باليابانية: 岸本 徹) (مواليد 14 يناير 1972)، هو لاعب كرة قدم سابق كان يلعب كلاعب وسط.